# Wayne Gaudet
Wayne Gaudet, né le 12 août 1955 à Concession en Nouvelle-Écosse au Canada, était un ancien homme politique néo-écossais.

## Biographie
Il obtient un diplôme de bachelier ès arts de l'Université Sainte-Anne en 1977, puis un diplôme en enseignement (Bachelor of Education) à l'Université Sainte-Marie de Halifax. Il devient ensuite enseignant dans une école secondaire, la Clare District High School,.
Il est élu à la Chambre d'assemblée de Nouvelle-Écosse sous la bannière du Parti libéral de Nouvelle-Écosse dans le district électoral de Clare en 1993.  Alors que le parti libéral fut au pouvoir, il occupa tour à tour les fonctions de Ministre de l'agriculture et du marketing, ministre des ressources humaines, ministre de l'habitation et des affaires municipales, ministre de l'éducation et de la culture, ministre des affaires et des consommateurs, ministre responsable des affaires acadiennes et président de l'assemblée législative,.
Entre le départ du chef du parti libéral Russell MacLellan en 2000 et l'élection de Danny Graham à ce poste en 2002, il est le chef intérimaire du parti.  Il est à nouveau chef intérimaire en 2003 après le départ de Danny Graham,.
Après sa réélection en 2006, il devient critique de l'opposition en matière d'affaires acadiennes, de bénévolat, de sport et loisirs ainsi que de transport et travaux publics.  Il demeure président de l'assemblée.